# Кадокто
Кадокто (кор. 가덕도) — остров в Корейском проливе у юго-восточных берегов Корейского полуострова, принадлежащий Республике Корея. Кадокто — самый большой остров в Пусане (20.78 км²), является частей района Кансо-гу.

## География
Кадокто находится на востоке от устья реки Нактонган. Подразделяется на пять официальных кварталов (Тонсон-дон, Сонбук-тон, Нульчха-дон, Чхонсон-дон, Тэхан-дон), которые вместе образуют 1 административный квартал (Чхонга-дон). Находятся 10 селения на острове: Тэхан, Сончхан, Тумун, Чанхан, Юлли, Чхонсон, Тонсон, Сонбук и Нульчха.

## Исторические места и достопримечательности
На северо-востоке острова находится Вэсон (японская крепость), которая была создана японцами во время Имджинской войны, на западе — крепость Чхонсонджинсон и мост Кога, на юге — маяк Кадокто. Южная часть острова — место-кандидат главного международного аэропорта юго-восточной региона Кореи.